# Ginásio Municipal de Skate Fernando Schmidt
O Ginásio Municipal de Skate Fernando Schmidt, também conhecido como Ginásio Municipal de Skate, é uma pista de skate indoor do Brasil que fica localizada na cidade de Volta Redonda-RJ, mais precisamente no bairro Jardim Tiradentes. O "complexo" contém ainda uma área de esporte e lazer anexa.

## História
Foi inaugurado em 2003, sendo o primeiro - e por enquanto o único - na região Sul Fluminense dedicado à prática de skate.

### Reformas
Em 2009 o ginásio recebeu sua primeira reforma.
Em 2015 os frequentadores do local reclamaram que o Ginásio estava abandonado, já que a pista estava cheia de buracos, os banheiros e arquibancada do local estavam sem conservação e havia pichações em várias paredes do ginásio e em quase toda a pista.
Em 2018 a segunda obra de revitalização do ginásio foi entregue à população.

## Eventos
O local é palco de alguns eventos, a saber:
- Overall Skate Rock - um festival de skate que ocorre desde 2011, e que reúne o esporte e a música em um evento só[4].
- Festival Onboard de Skate - Campeonato de skate[5]
- Sede da Etapa de Volta Redonda do Circuito de Skate Amador[6]